# Phyllodactylus pulcher
Phyllodactylus pulcher är en ödleart som beskrevs av  Gray 1830. Phyllodactylus pulcher ingår i släktet Phyllodactylus och familjen geckoödlor. Inga underarter finns listade i Catalogue of Life.